# Olaf Syvertsen
Christian Olaf Syvertsen (* 23. August 1884 in Oslo; † 13. Juni 1964 ebenda) war ein norwegischer Turner.

## Erfolge
Olaf Syvertsen, der für den Oslo Turnforening turnte, nahm 1908 in London an den Olympischen Spielen als Mitglied der norwegischen Turnriege im Mannschaftsmehrkampf teil. Die Turnriegen bestanden aus 16 bis 40 Turnern und es war innerhalb von 30 Minuten Wettkampfzeit eine Gesamtpunktzahl von 480 Punkten möglich. Der Wettbewerb bestand aus einer Gruppenübung mit und ohne Turngeräte, die innerhalb von 30 Minuten absolviert werden musste. Insgesamt waren acht Mannschaften mit in Summe 254 Turnern am Start. Eine Mannschaft musste dabei aus 16 bis 40 Turnern bestehen. Jeder der drei Kampfrichter vergab ein Maximum von 160 Punkten (40 für das Auftreten, 60 für die Ausführung und 60 für die Schwierigkeit). Dabei wurden Stil, Schwierigkeit, Vielseitigkeit und Gesamteindruck für die Wertung berücksichtigt. Unter allen acht startenden Mannschaften mussten sich die Norweger, die 425 Punkte erzielten und vor Finnland Zweiter wurden, lediglich der schwedischen Mannschaft mit 438 Punkten geschlagen geben.
Damit erhielt Syvertsen ebenso wie Arthur Amundsen, Carl Albert Andersen, Otto Authén, Hermann Bohne, Trygve Bøyesen, Oskar Bye, Conrad Carlsrud, Sverre Grøner, Harald Halvorsen, Harald Hansen, Peter Hol, Eugen Ingebretsen, Ole Iversen, Per Jespersen, Sigurd Johannessen, Nicolai Kiær, Carl Klæth, Thor Larsen, Rolf Lefdahl, Hans Lem, Anders Moen, Frithjof Olsen, Carl Alfred Pedersen, Paul Pedersen, Sigvard Sivertsen, John Skrataas, Harald Smedvik, Andreas Strand und Thomas Thorstensen die Silbermedaille.